# Manifestació antifeixista i per la llibertat de 1934
La manifestació antifeixista i per la llibertat fou una manifestació que tingué lloc el 29 d'abril de 1934 a Barcelona organitzada per la Generalitat de Catalunya (amb les forces polítiques que en formaven part) i d'altres organitzacions que hi van donar suport. També és coneguda com a «manifestació dels paraigües», per haver coincidit el seu transcurs amb una intensa pluja.
Es convoca com a resposta a un multitudinari acte a l'Escorial, el 22 d'abril de 1934, organitzat per les Joventuts d'Acció Popular i amb la participació de Gil Robles de la CEDA, i que, per la seva simbologia feixista, recordava als actes previs a la marxa sobre Roma.
Els mitjans de l'època, com ara el Full Oficial del Dilluns de Barcelona, van quantificar l'assistència en vora mig milió de persones, amb participació tant de barcelonins com d'altres ciutadans vinguts d'arreu de Catalunya. Acció de Badalona, d'Esquerra Republicana de Catalunya, calcula 300.000 participants, i el diari Ahora de Madrid deixa la xifra en 200.000 persones.